# Côte de bœuf

Découpe française de la côte de bœuf et de l'entrecôte.

La côte de bœuf (côte à l'os en Belgique) est un morceau de découpe du bœuf. Elle inclut en une seule portion la partie supérieur d'une côte de l'animal ainsi que la viande qui la couvre. La plus petite portion de la viande est localisée tout le long de la face interne de l'os alors que la masse principale du muscle occupe la face externe de la côte, celle qui se situe entre la cage thoracique et la peau de l'animal.
L'entrecôte, quant à elle, n'est pas une part de viande située entre deux côtes, elle est en réalité une côte de bœuf dont on a retiré la côte elle-même (c'est-à-dire l'os) et qui a été coupée dans la tranche pour en réduire l'épaisseur. Ainsi, une fois libérée de son os et coupée dans la tranche, une côte de bœuf peut produire deux ou trois entrecôtes, en fonction de la largeur d'origine de la côte et de l'épaisseur d'entrecôte souhaitée par le boucher.
Le morceau le plus réputé est la septième côte (plus fondant et goûteux), portion du train de côtes où l'on coupe le rosbif, et qu'on désigne sous le nom de noix de côtes.

## Consommation en France
En arrière de la zone des côtes se situent le faux-filet et, plus en arrière encore, sur la croupe de l'animal, le rumsteck. Parmi plusieurs autres morceaux de découpe du bœuf, de par le monde toutes ces viandes se mangent souvent en grillade, mais en France la côte de bœuf est aussi très souvent rôtie au four. On peut rôtir dans ce cas, directement sur la lèchefrite, une seule côte séparée, ou plusieurs côtes en carré (en les séparant par la suite, après la cuisson). En France on accompagne souvent une côte de bœuf avec des frites des patates ou des haricots verts, avec ou sans condiment (moutarde de Dijon, de Meaux, de Bordeaux etc.) et très souvent avec un vin rouge comme boisson d'accompagnement. Des sauces sont aussi parfois consommées (béarnaise, au vin rouge, bordelaise, bourguignonne, au poivre, au roquefort etc.).
Une seule côte de bœuf entière peut peser de 750 à 1 200 grammes. Une personne, en ayant de l'appétit, peut en venir à bout et en faire un seul repas, mais le plus souvent la côte de bœuf est une pièce de viande qui se partage à plusieurs: une seule côte fournit en général de la viande pour deux, trois ou quatre personnes.
| Une côte de bœuf, crue |  | Une côte de bœuf, au barbecue |
| ---------------------- |  | ----------------------------- |
|                        |  |                               |

| Une entrecôte de charolaise, crue |  | Une côte de bœuf grillée, avec des frites |
| --------------------------------- |  | ----------------------------------------- |
|                                   |  |                                           |